# Östra Eneby kyrka
Östra Eneby kyrka är en kyrkobyggnad i Norrköping och Östra Eneby socken i Linköpings stift. Den är församlingskyrka i Kolmårdens församling.

## Kyrkobyggnaden
Kyrkan är byggd av gråsten på 1100-talet, vilket gör den till Norrköpings äldsta bevarade byggnad. Den har dock varit föremål för flera renoveringar, och byggdes till för första gången redan under medeltiden. Av den tidigromanska kyrkan hittas spår i huggen sten vars ornamentik stämmer överens med andra tidiga östgötska kyrkor såsom i Vårdsberg, Örberga och Östra Skrukeby, men i plantyp är långhuset av senromansk karaktär och har sina likheter i Furingstads och Tingstads kyrka, tillbyggnader skedde mot 1300-talets slut, då tegelvalv, sakristia och nytt kor uppfördes. På 1400-talet lär vapenhuset ha tillkommit. Nuvarande kyrktornet uppfördes av murmästaren och linköpingsbon Måns Månsson Lindgren under åren 1773–1775. Det ersatte en klockstapel som hade stått i cirka ett halvt sekel, vilken i sin tur hade byggts efter att det gamla tornet hade rivits på grund av skadorna efter ryssbranden 1719. Hur gammalt detta torn var går idag inte riktigt att fastställa, men en 1600-talsteckning av kyrkan vittnar om att spiran tillhörde århundradet före eller strax därförinnan. För övrigt så hänvisades församlingsborna efter ryssbranden och fram till det att kyrkan hade restaurerats 1733 och kunde återinvigas till Kvillinge kyrka.
Vapenhuset byggdes om i slutet av 1700-talet då församlingsborna alltsedan dess har använt kyrktornet som ingång. Det förra blev en del av själva kyrksalen, då bänkrader fyllde dess utrymme, vilket kunde behövas under en tid då församlingens medlemsantal ökade.
I slutet av 1700-talet byggdes ytterligare ett gravkor, vid sidan av det Schulmanska från seklet före, även detta beläget på kyrkans södra vägg och tillägnat ätten von Friesendorff som bodde på Marieborg. Det bekräftas av en gravsten med texten: Baron Kammarherre Fredric Frisendorff h Beata Sophia De Geer, f 1755, d 1786, ägare av Marieborg (Berga). Utrymmet, som i dagligt tal kallas för Marieborgskyrkan, används idag som väntrum för dopgäster. Delar av det fönster som igensattes i samband med uppförandet av gravkoret kan ses på kyrkans vind, där det för övrigt finns en hel del takmålningar från 1300-talet. En annan av kyrkans donatorer – predikstol, orgelverk och läktare - på 1700-talet, har också en gravsten placerad inne i kyrkan. Han ligger begravd till vänster i koret och gravstenens text lyder: Överstelöjtnant till häst välborna herre Erich Axel Ekehielm, född hit till världen Anno 1679 den 18 augusti, afsomnade i Herranom den 18 december 1737. Ps 71, v 5. Du har varit min tillflykt och mitt hopp Herre alltifrån minom ungdom. Erik Axel Ekehjelm bodde på Leonardsberg under sin levnadstid.

### Kalkmålningar
De medeltida takvalvsmålningarna, framtagna och restaurerade 1918 av C L Lundin och rengjorda på nytt 1955 av konservator Bertil Bengtson är utförda av den så kallade Risingemästaren, omkring år 1400. Av dessa är korets målningar i mycket dåligt skick, men genom beskrivningar av kyrkan från 1600-talet, då bland andra riksantikvarien Johan Hadorph besökte kyrkan, vet man att Griparnas vapen via drotsen Bo Jonsson Grips ägande av Ringstad och Ringstaholm under samma tid, fanns målade i koret. Hadorph skriver att Östra Eneby kyrka var en ”mycket väl byggd kyrka av gråsten och gammal målning inne uti, målad uti herr Bo Jonssons eller hans sons tid, som av dess vapen finnes, ty de ägde Ringstadaholm i samma socken belägen”. Grips vapen finns avbildat i en kyrkobeskrivning från 1670-talet av kyrkoherden Hemmingius, så ock Bjälboättens, men detta senare vapen – tre leoparder – är till skillnad från Grips ännu synligt i ett av korvalven. Det syftar på väpnaren Erik Valdemarsson (död 1390 och den siste ättlingen av Bjälboätten), som var ägare till Fiskeby i Östra Eneby socken under 1300-talets slut. Hemmingius beskrev i sin berättelse att under hans tid i slutet av Stormaktstiden var koret fullt bemålat av vapensköldar, som idag anses vara donatorsvapen vid enskilda släkters utsmyckande och -byggnad av kyrkan:
"Uti fremste delen aff Kyrkian, under Kyrkiohwalwet, finnes åthskillige gamble wapner på muren målade, om hwilka een gissning går, såsom the skulle uthhwijsa 3 Croner, Gripjer, Natt och Dagh, Sparrar, Rosenstrålar, 3 Leijon etc men af hwad tillfälle b:te wapner äre tijt satte, weet ingen wist berätta, allenast gifwes såsom een Högh Herre Bo Grijp be:d skulle hafwa låtit then frembste deelen av Kyrkian tillöka..."
Vid sidan av dessa skildrar kyrkans målningar, vissa från omkring 1430, scener ur Bibeln och diverse helgons liv. Sakristian målades av Risingemästarens efterföljare Nils Håkansson, känd även som Vittsjömästaren.
I samband med att det Schulmanska gravkoret omdanades till ett dopkapell 1918, dekorerades det med valvmålningar av konstnären Filip Månsson.

## Inventarier
Trots kyrkans tidigmedeltida historia finns det få medeltida inventarier kvar att beskåda. I samband med Gustav Vasas konfiskationer av medeltida kyrkskatter förlorade Östra Eneby kyrka till den svenska statsmakten:
1. Krona, förgylld, vikt 5½ lödig mark 7 lod (cirka 1,25 kg).
2. Förgyllt silver, vikt 13½ lmk 1½ l (2,86 kg).
3. Oförgyllt silver, vikt 7 lmk 6 l (1,55 kg).[6]

Resterande kyrksilvret från äldre tider försvann under tre inbrott under lite mer av en hundraårsperiod, första gången på 1730-talet, andra 1830 då en silverkanna försvann och det återstående 1843, då även kyrkans kollektmedel blev inbrottstjuvens byte. Detta trots att församlingen hade efter andra inbrottet skaffat sig en av Sveriges säkraste kyrkokistor. Det innebar att man redan 1846 var tvungen att köpa sig en ny brudkrona och ända till modern tid har kyrkan inköpt eller fått till skänks nya silveralster. Bristen på medeltida inventarier och lösöre har dock sin främsta orsak att kyrkan brändes av ryssarna 1719, då all fast inredning såsom medeltida altarskåp och träskulpturer blev eldens rov. Dåvarande kyrkoherden Ericus Exing (1663–1728) hann endast få med sig en del lösöre i samband med flykten från de annalkande fientliga trupperna. I kyrkan finns idag endast en runsten som under medeltiden användes som altarskiva, fast denna lades ned i korgolvet redan under reformationen och hittades åter först 1955. Samt den äldre dopfunten, vars fot är utförd i sandsten från Gotland på 1100-talets slut och vars skål gjordes i Kolmårdsmarmor under 1200-talets andra hälft. Den är placerad i dopkapellet, som uppfördes som gravkor på 1600-talet för ätten Schulman. Dopfuntens reliefer beskriver scener ur Gamla testamentet. Dessutom finns kopior av tvenne ljusstavar, som numera förvaras på Statens historiska museum. Originalen är från slutet av 1400-talet. Den yngre dopfunten tillkom i samband med 1950-talets restaurering och är utförd i glas av arkitekten Kurt von Schmalensee.
1700-talet är desto mer representerat med en predikstol (1726), mässingstake (1729), ljusarmar (1776), ljuskrona (1708), antependier (1717 och 1760), mässhakar (1751 och 1755), trädopfunt (ej i bruk, finns i sakristian), prästporträtt, pyramider och nummertavlor. En av ljuskronorna dateras till 1694, men för övrigt är inventarierna av yngre datum, främst från 1800- och 1900-talet, såsom Olle Hjortzbergs glasmålning från 1920, föreställande Kristus som det sanna vinträdet och används som kyrkans altartavla. Den ersatte en äldre glasmålning från 1896.
En handskrift med titeln Liber ecclesie Enebyensis finns bevarad och är en liturgisk bok som skrevs ca 1525 för Östra Eneby församling i Norrköpings kontrakt av Linköpings stift (ska därmed inte sammanblandas med Västra Eneby församling i samma stift, i dagligt tal och i äldre skriftliga sammanhang har man använt sig av Eneby, både i Östra såsom Västra Eneby), förvaras numera i Musikaliska Akademiens bibliotek.
I kyrkans dopkapell finns även en dopfunt från 1200-talet, vilket är det äldsta kända föremålet i kolmårdsmarmor.

### Orgel
- 1737 fick kyrkan en orgel med sju stämmor skänkt av överstelöjtnanten Erik Axel Ekehielm.[10]

- 1861 byggde Carl Gustaf Cederlund, Stockholm, en orgel med 6 1/2 stämmor.
- 1897 byggde Åkerman & Lund Orgelbyggeri, Stockholm, en orgel med 12 stämmor med en manual.
- 1936 byggde E A Setterquist & Son, Örebro, en orgel med 30 stämmor, två manualer och pedal.
- 1985 byggde A Mårtenssons orgelfabrik AB, Lund, en mekanisk orgel. Den har ett tonomgång på 56/30. Fasaden är delvis från 1897 års orgel.

| Huvudverk I         | Svällverk II      | Pedal         | Koppel |
| Borduna 16´         | Basetthorn 8´     | Subbas 16´    | I/P    |
| Principal 8´        | Rörflöjt 8´       | Oktava 8´     | II/P   |
| Flûte harmonique 8´ | Salicional 8´     | Borduna 8´    | II/I   |
| Gedackt 8´          | Principal 4'      | Hålflöjt 4´   |        |
| Octava 4'           | Blockflöjt 4'     | Mixtur 3 chor |        |
| Flöjt 4'            | Spetskvint 2 2/3' | Basun 16'     |        |
| Kvinta 2 2/3'       | Waldflöjt 2'      |               |        |
| Oktava 2'           | Ters 1 3/5'       |               |        |
| Mixtur 5 chor       | Oboe 8'           |               |        |
| Trumpet 8'          | Crescendosvällare |               |        |

#### Kororgel
- 1979 bygger Åkerman & Lund Orgelbyggeri AB, Knivsta en mekanisk orgel.

| Manual |
| 8'     |
| 4'     |
| 2'     |
| 1'     |

## Bildgalleri

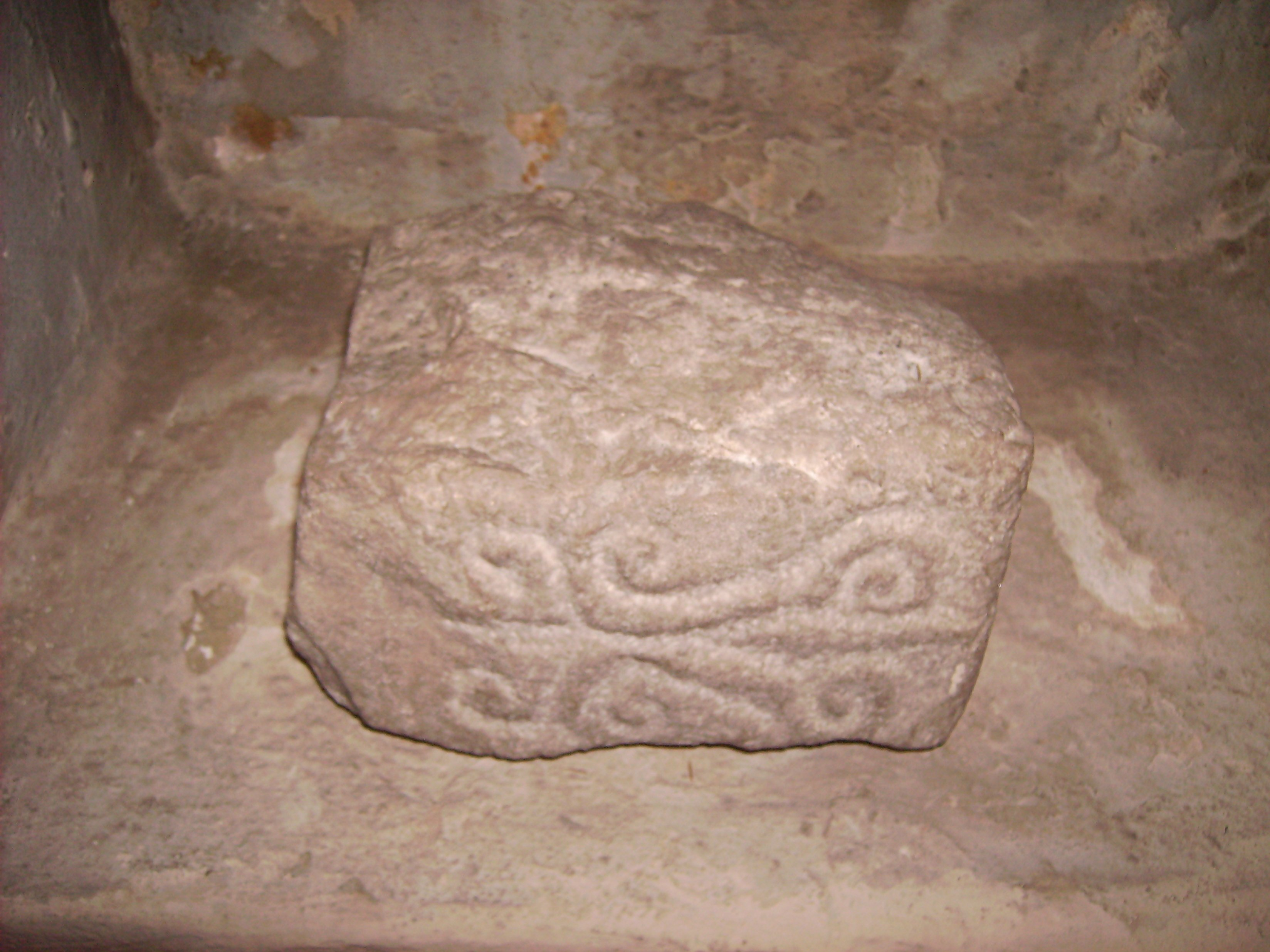
Stenornament vittnar om att kyrkans äldsta delar är från 1100-talet.
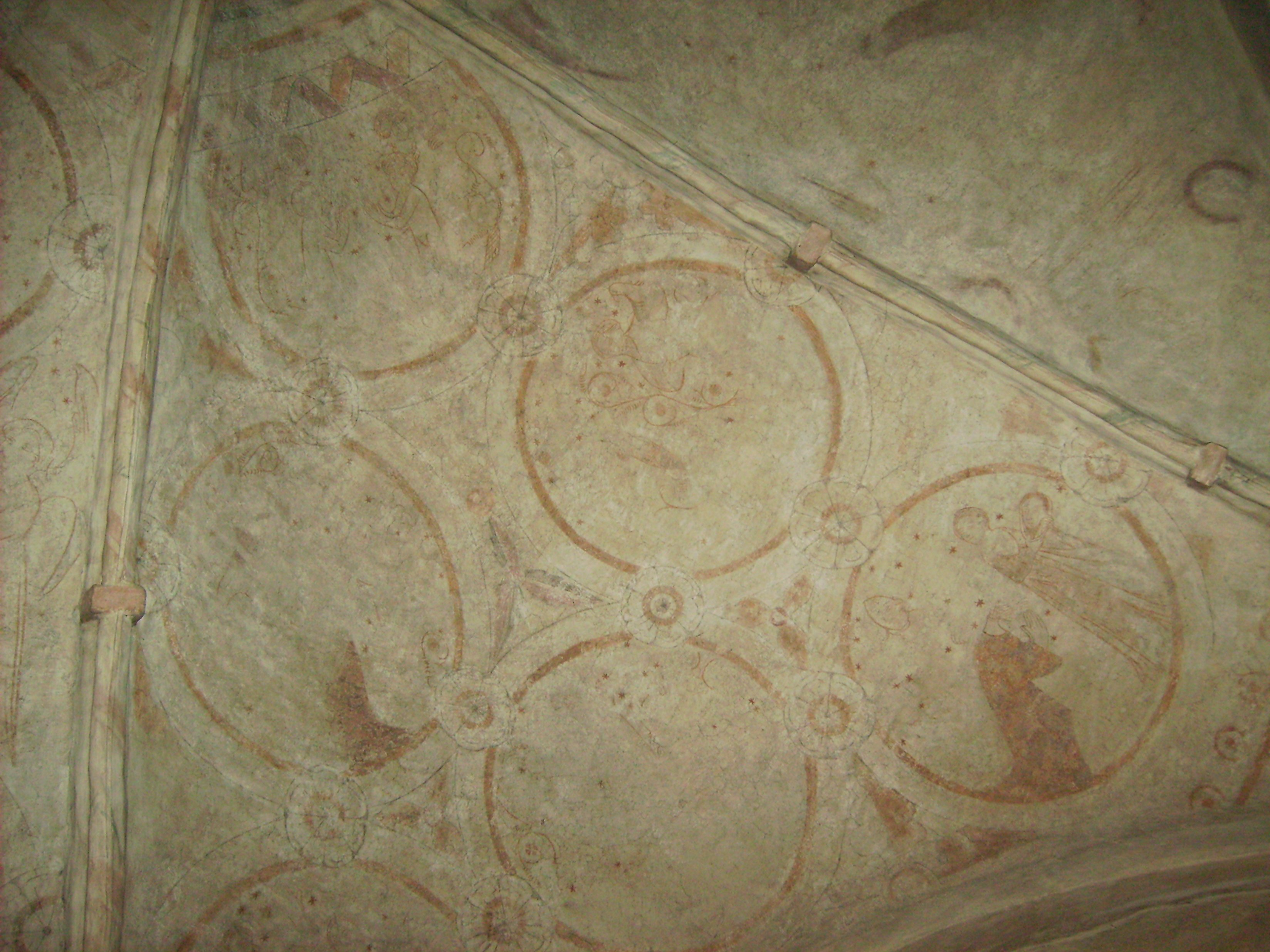
Medeltida kalkmålningar.
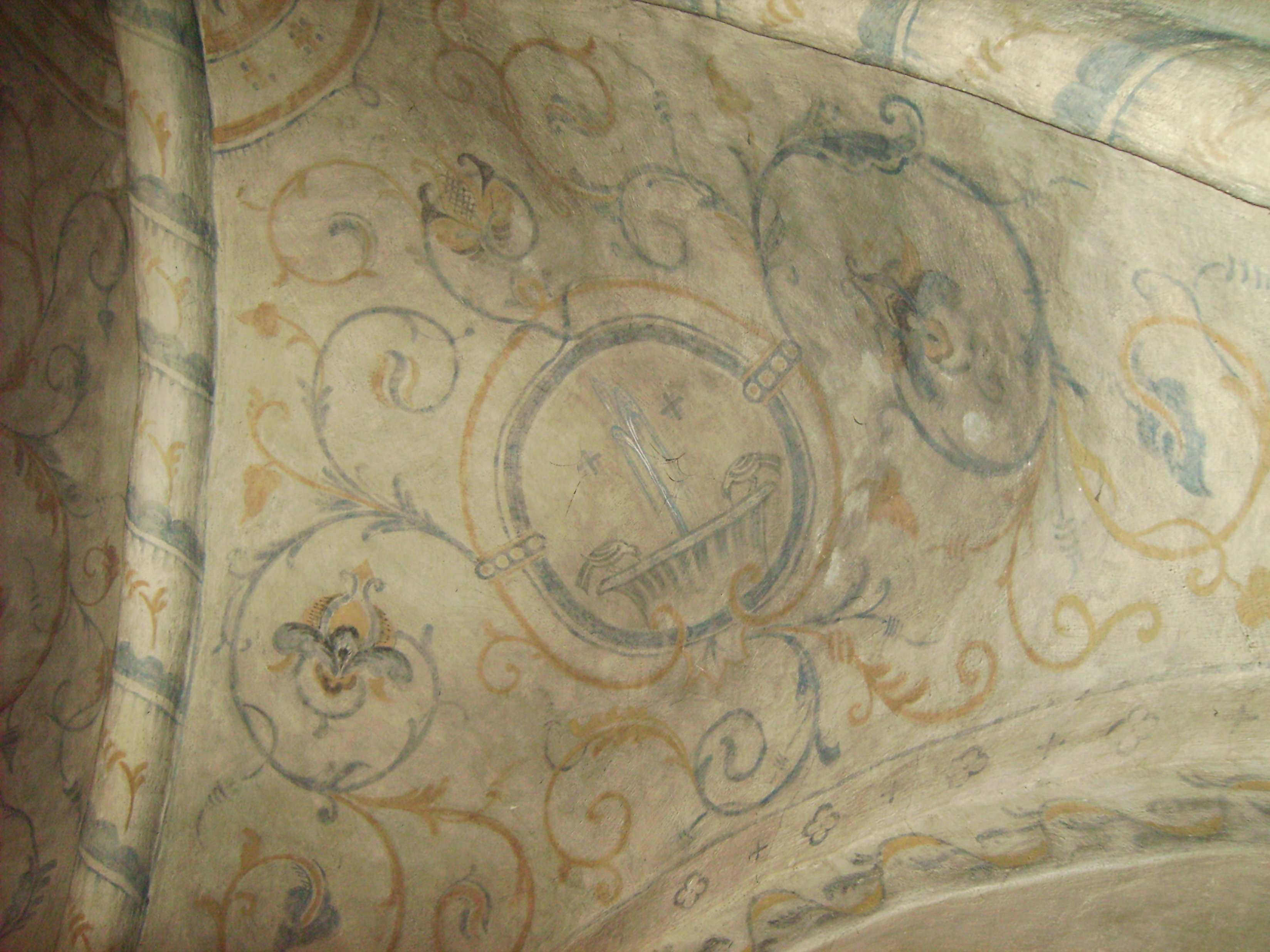
Konstnären Filip Månssons valvmålningar i dopkapellet från år 1918.
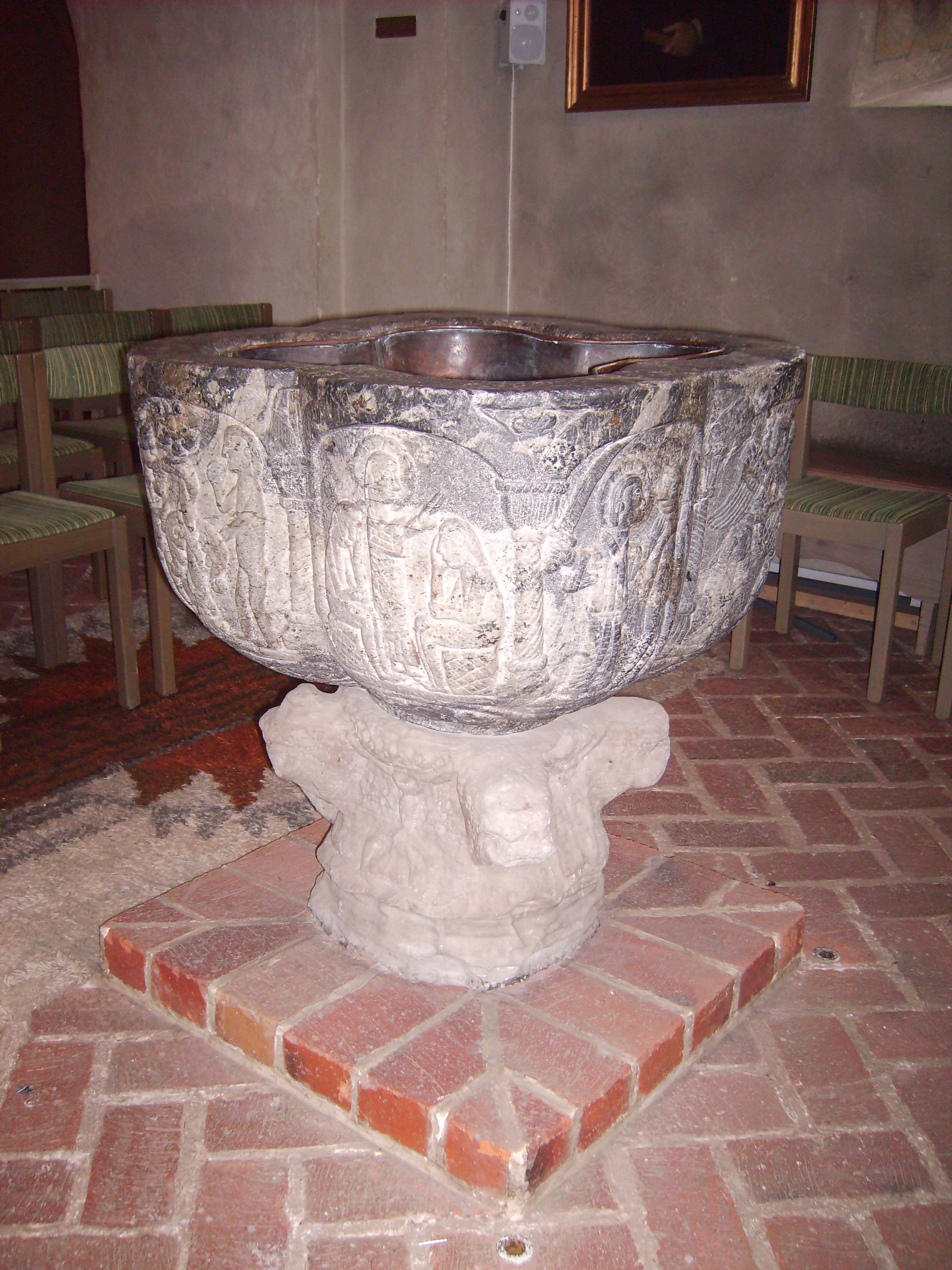
Den medeltida dopfunten, vars äldsta del tillskrivs den gotländske stenmästaren Majestatis.
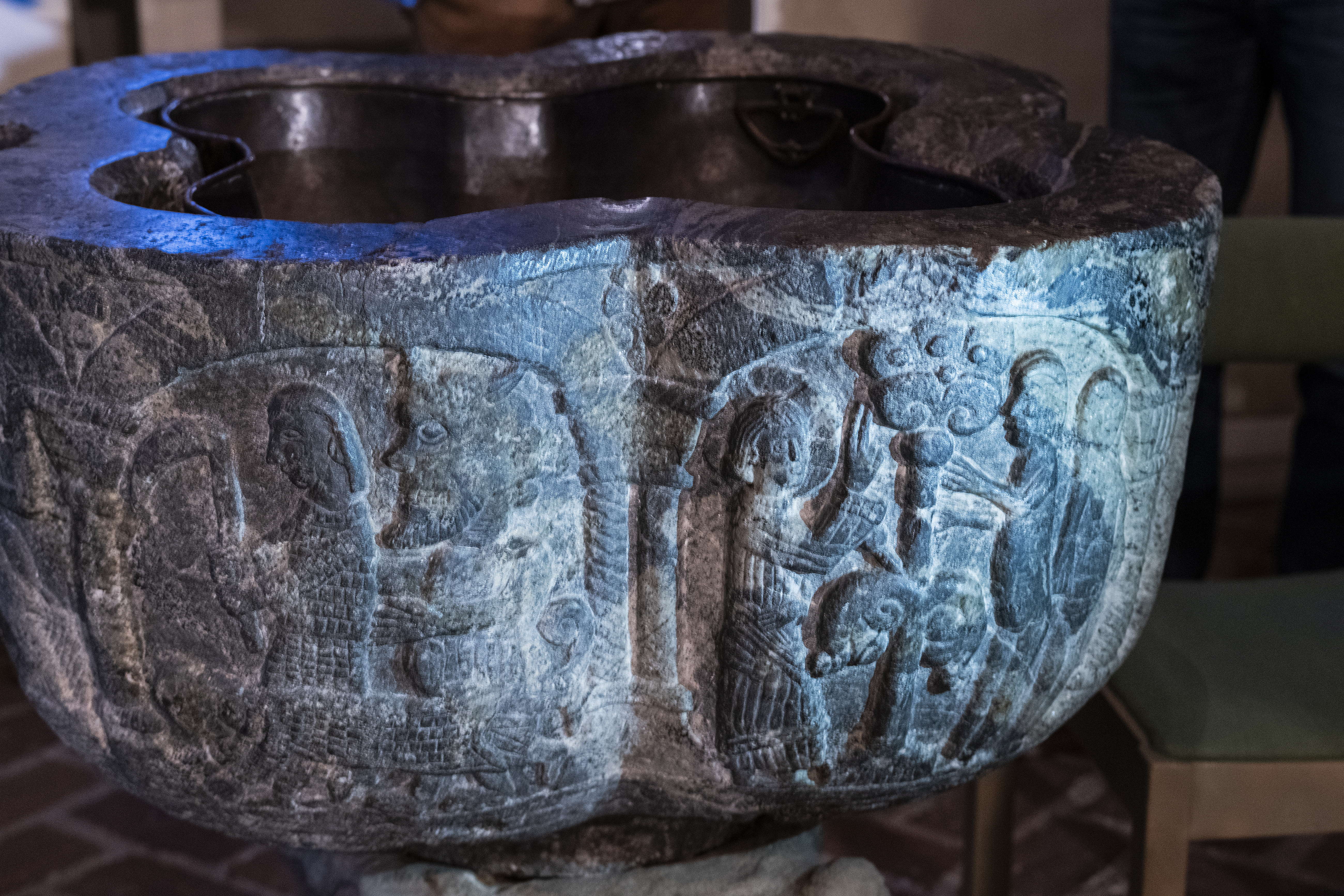
Detalj på dopfunten som är utförd i kolmårdsmarmor.
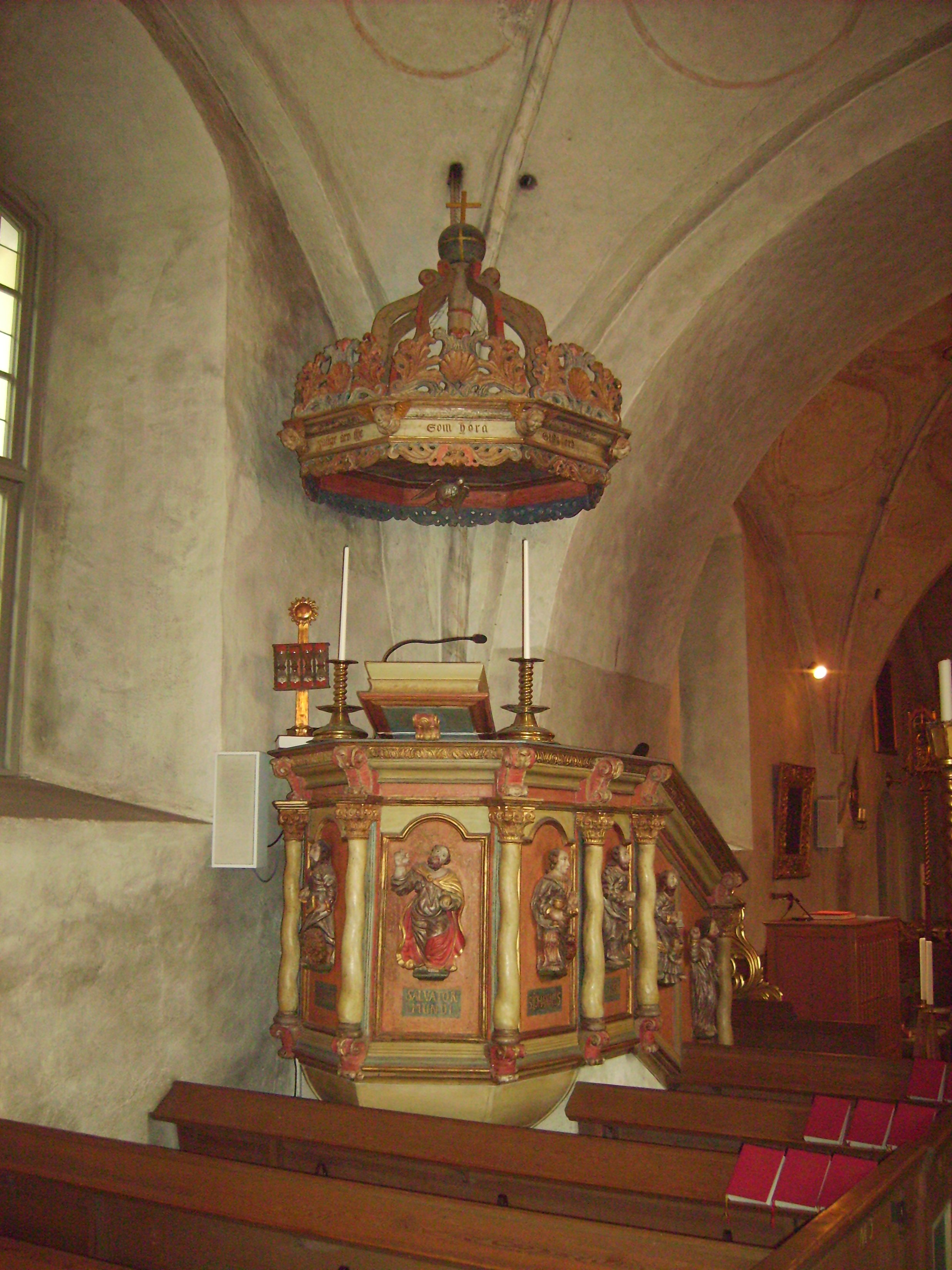
Predikstolen står uppställd på resterna av ett medeltida altare.
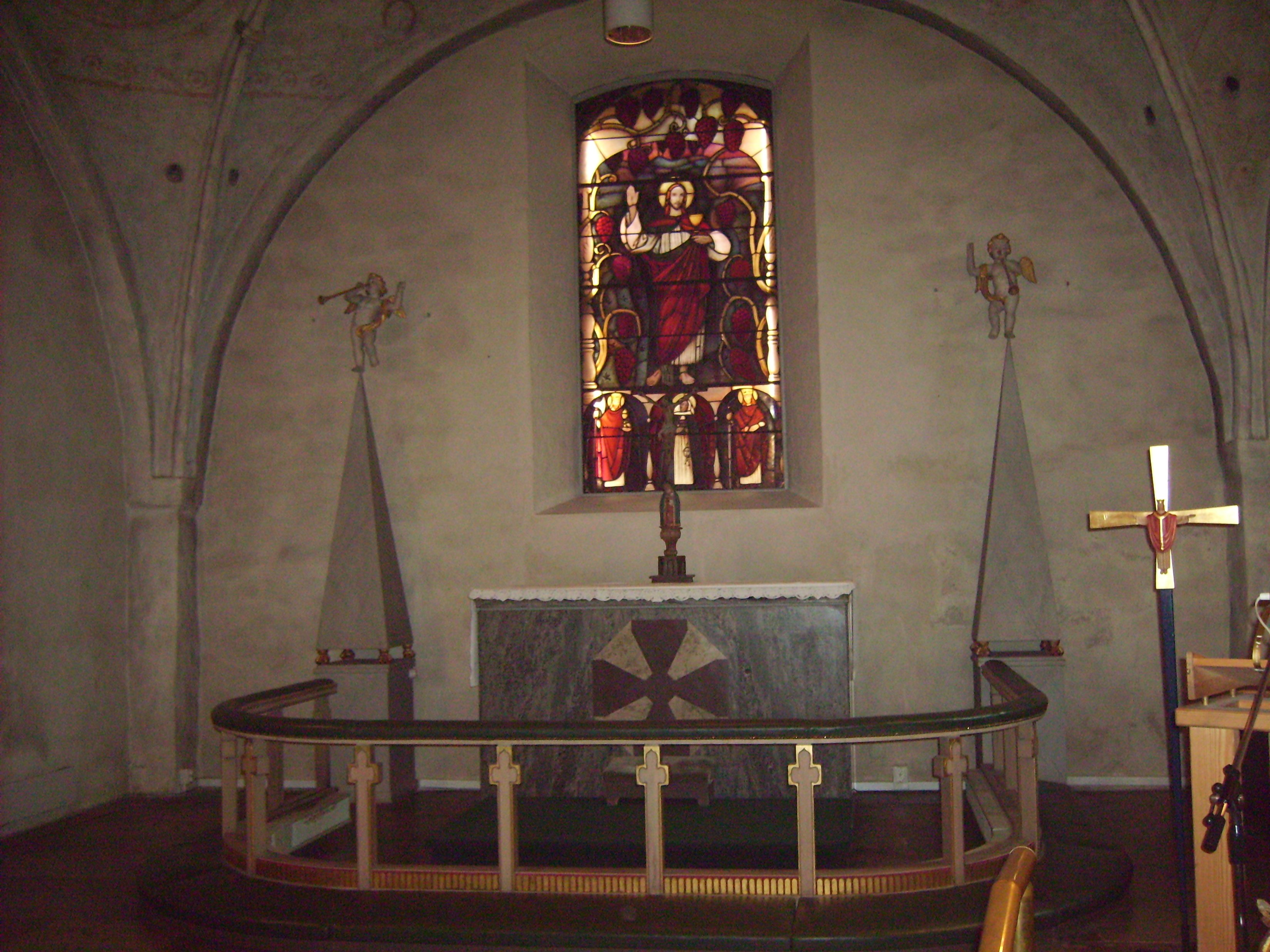
Kyrkans altartavla av glas är gjord av Olle Hjortzberg.
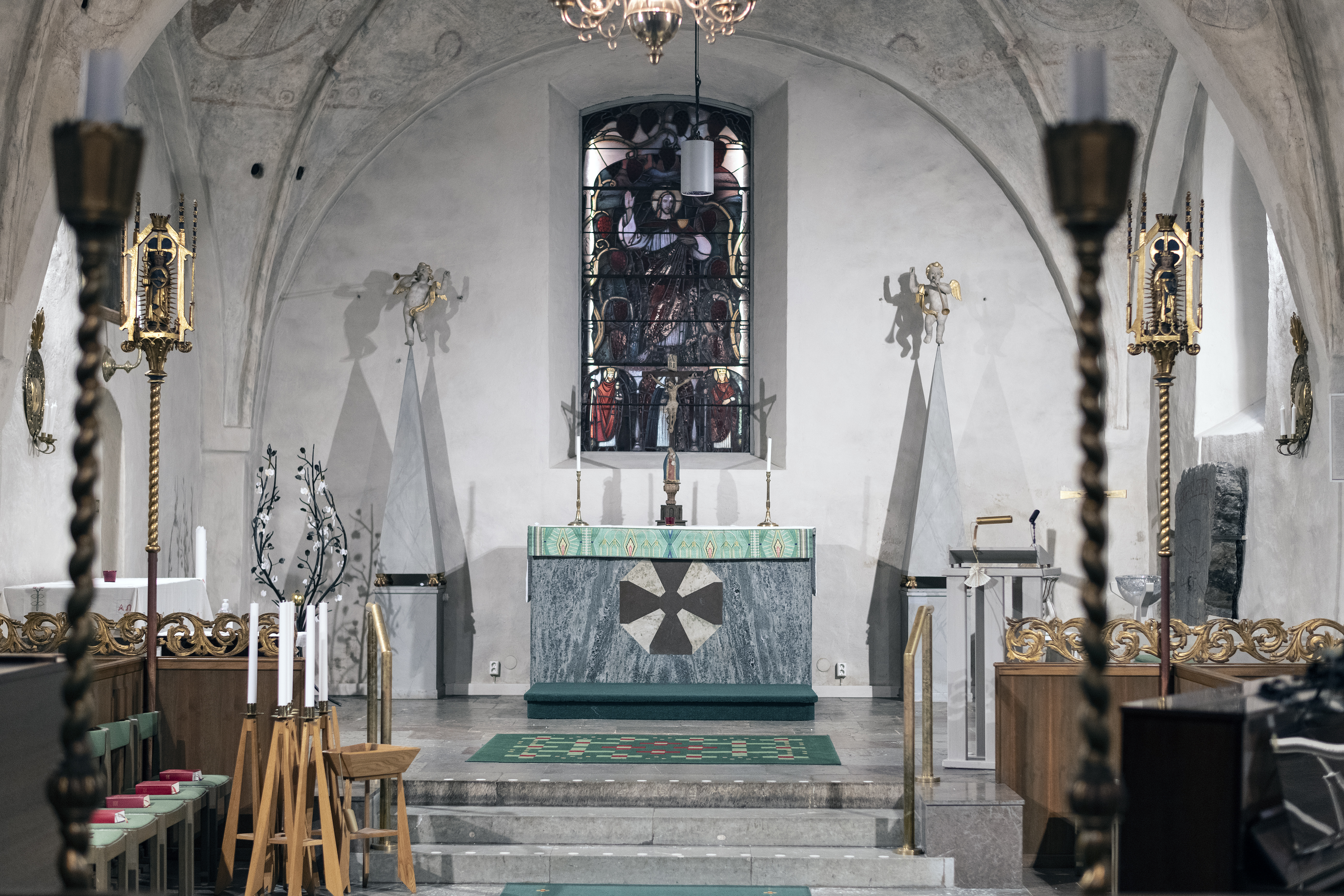
Koret 2023.
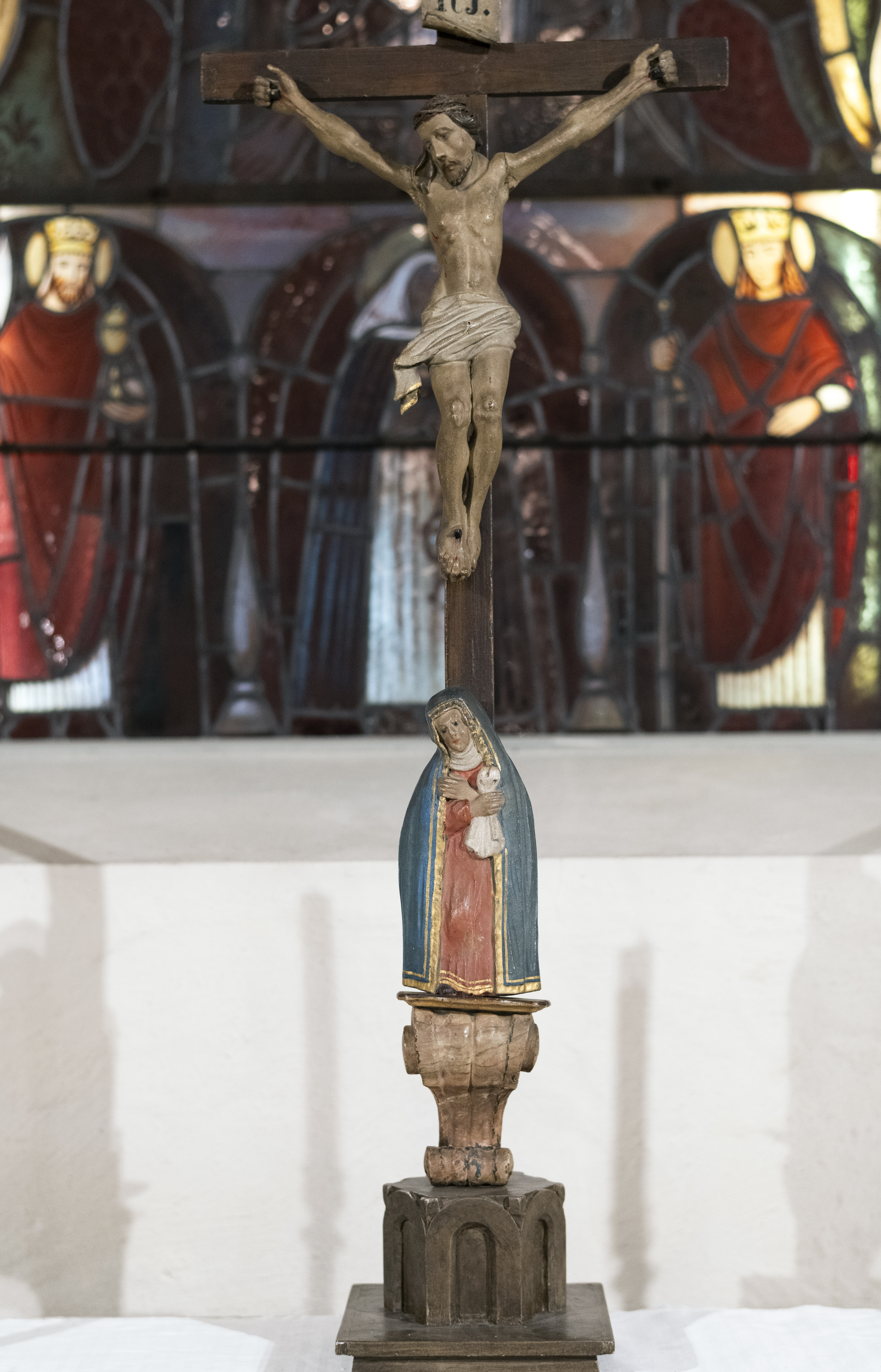
Altarutsmyckning: Maria och Jesus på korset.
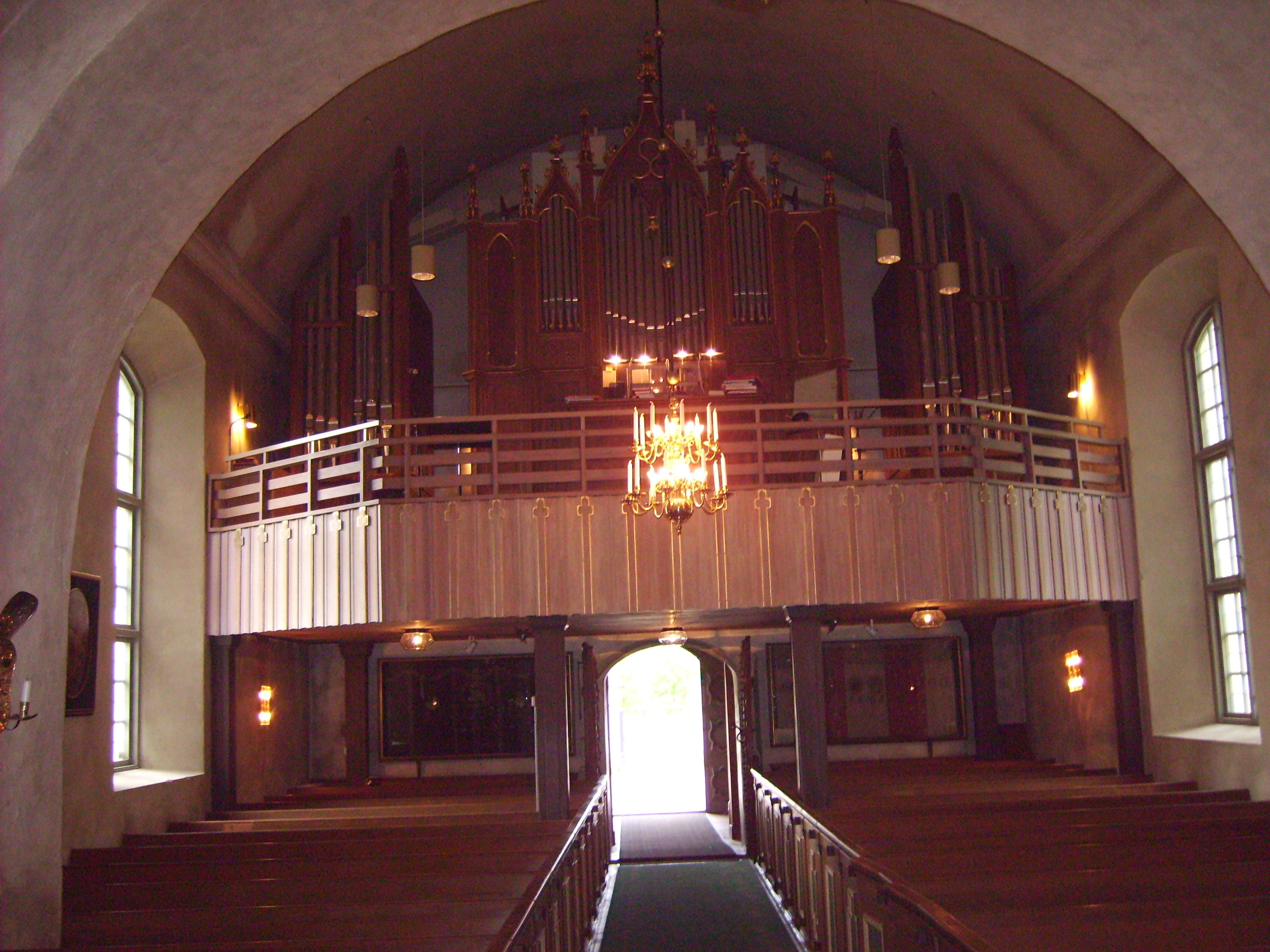
Den nuvarande orgeln är från 1898 och renoverades 1985.
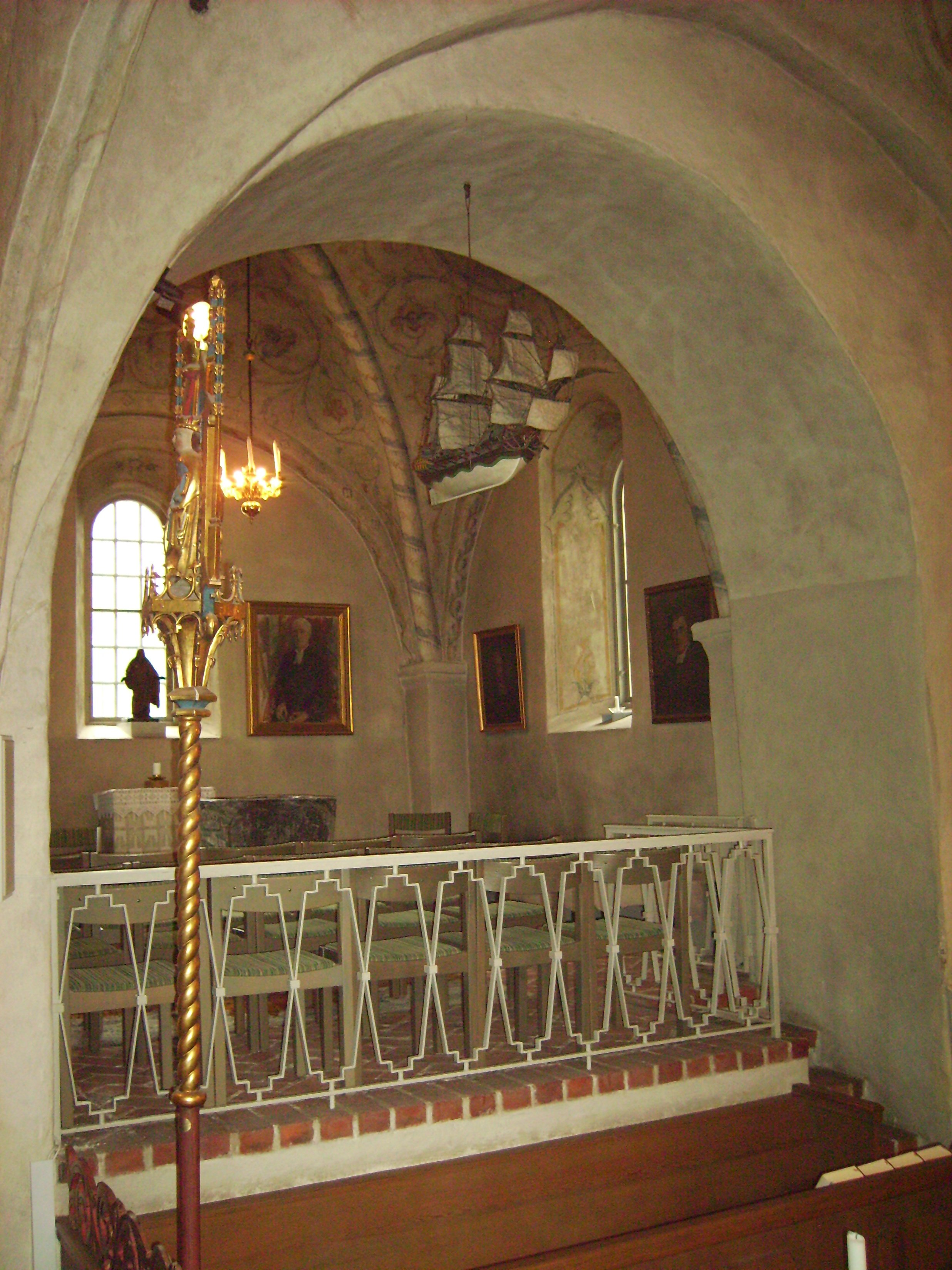
Dopkapellet från 1600-talet var från början ett gravkapell för ätten Schulman på Leonardsberg och Svärtinge.
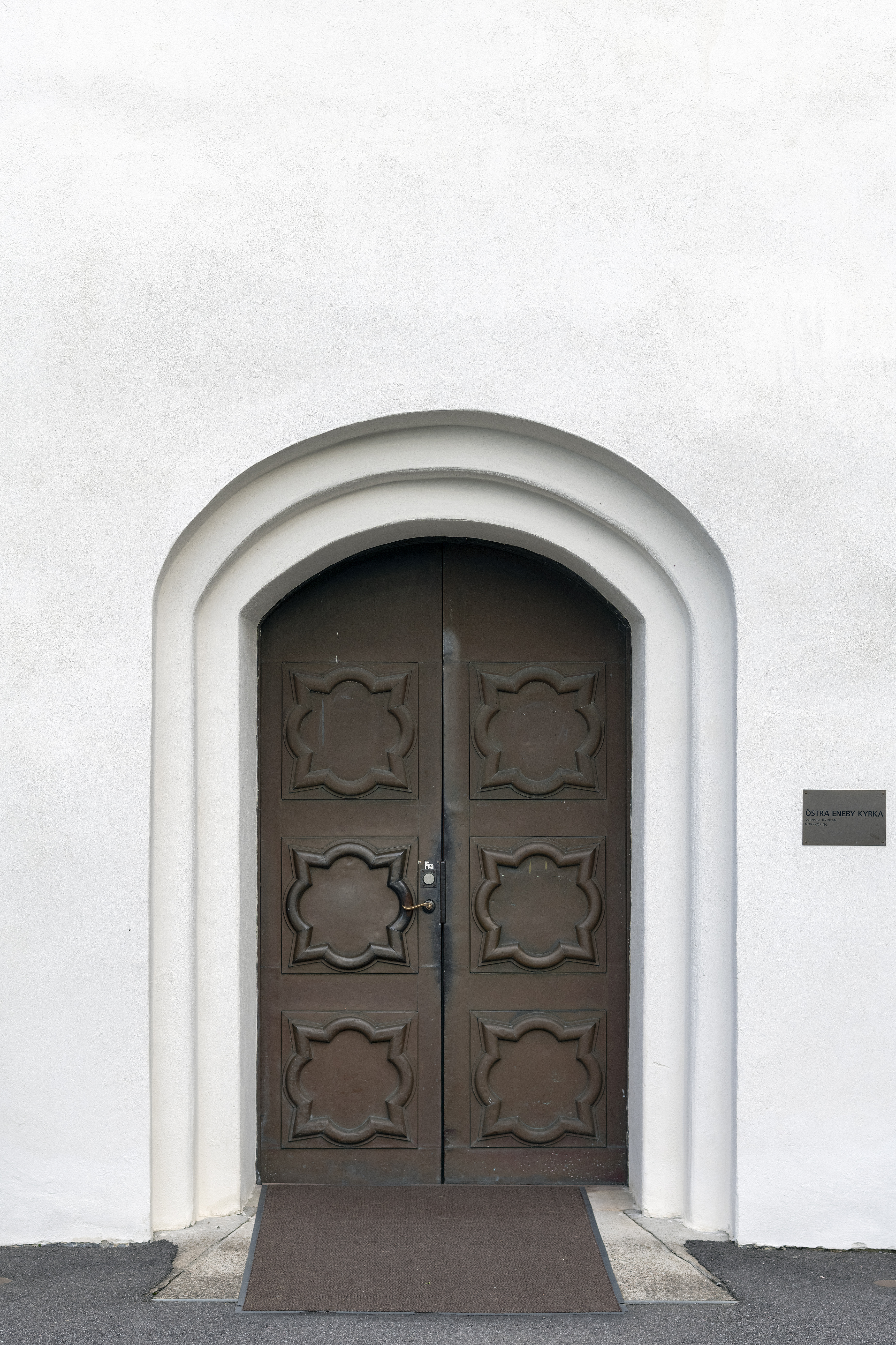
Kyrkporten i tornet.
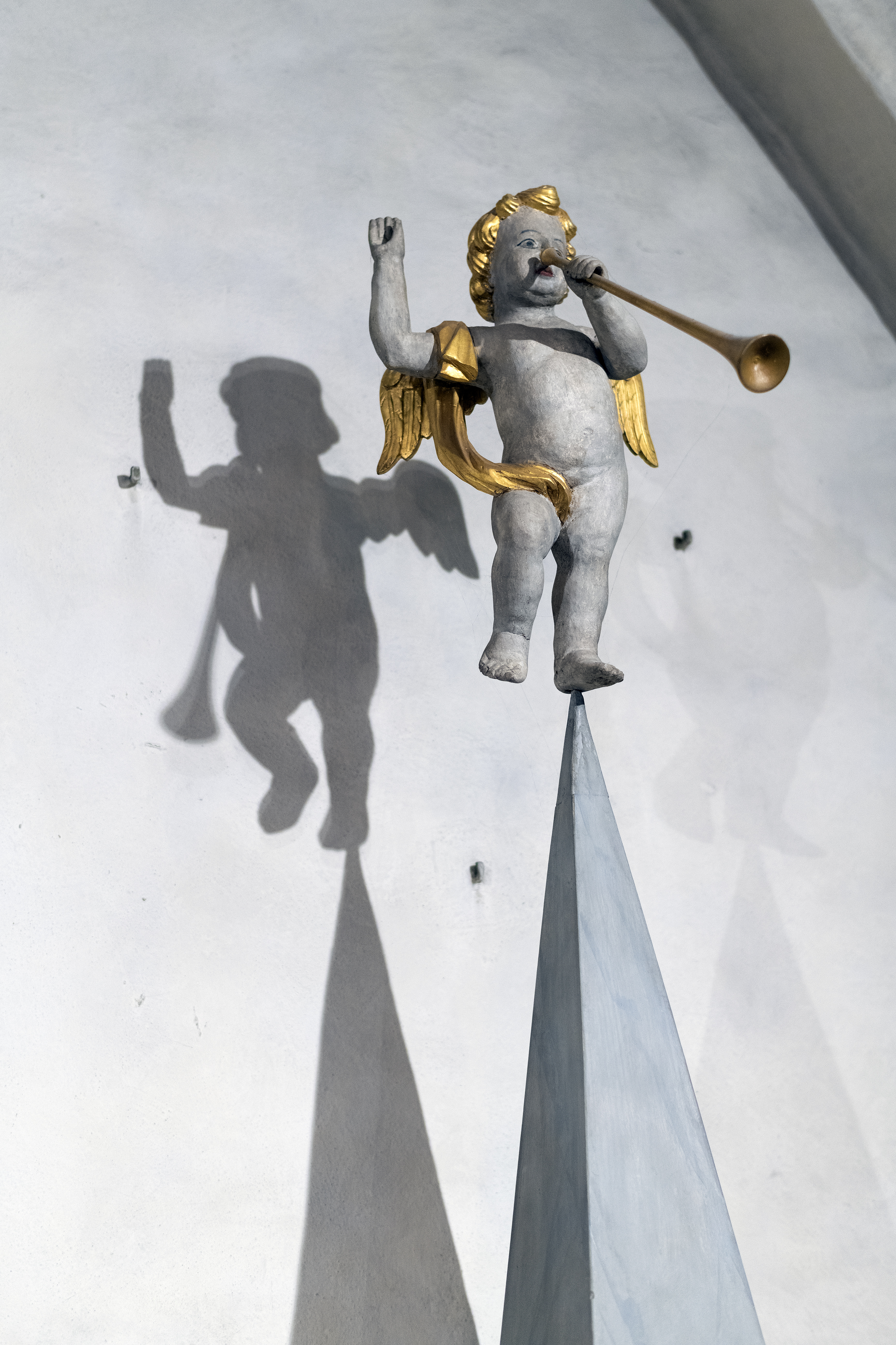
Figur vid altaret.